# 盖尔斯特兰
盖尔斯特兰（法語：Guerstling，法語發音：[ɡɛʁstlɛ̃]；洛林法兰克语：Gerschtléng）是法国摩泽尔省的一个市镇，属于福尔巴克-布莱摩泽尔区。

## 地理
盖尔斯特兰（49°19'40"N, 6°34'46"E）面积4.42 平方千米，位于法国大東部大區摩泽尔省，该省份为法国东北部内陆省份，是洛林的一部分，西南接默尔特-摩泽尔省，东临下莱茵省，北与卢森堡和德国接壤。
与盖尔斯特兰接壤的市镇（或旧市镇、城区）包括：布宗维尔、菲尔斯特罗夫、埃南莱布宗维尔、讷恩基申-莱布宗维尔。

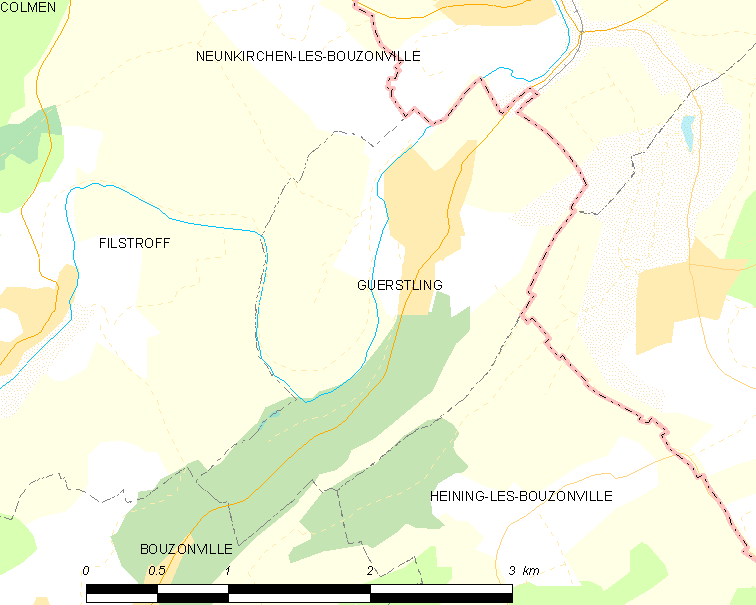
盖尔斯特兰的OSM定位图

盖尔斯特兰的时区为UTC+01:00、UTC+02:00（夏令时）。

## 行政
盖尔斯特兰的邮政编码为57320，INSEE市镇编码为57273。

## 政治
盖尔斯特兰所属的省级选区为布宗维尔县。

## 人口

1962-2008年间盖尔斯特兰人口变化图示

盖尔斯特兰于2022年1月1日时的人口数量为367人。